# Leptothorax galeatus
Leptothorax galeatus är en myrart som beskrevs av Wheeler 1927. Leptothorax galeatus ingår i släktet smalmyror, och familjen myror. Inga underarter finns listade i Catalogue of Life.